# Geoenergi
Geoenergi är ett samlingsnamn för berg-, sjö- och markvärme respektive kyla. Geoenergi är framför allt solenergi lagrad i marken, men också lite värme från jordens inre. Till geoenergi räknas bland annat bergvärme, grundvattenvärme och olika typer av borrhålslager och akviferlager. Det används allt från ett borrhål till flera tusen borrhål för både kylning och uppvärmning av fastigheter, från villor och flerbostadshus till kontor och industrier. I Sverige godkändes geoenergi som förnyelsebar energi av Energimyndigheten 2007. 
Berggrunden och grundvattnet håller nästan samma temperatur året om. Det gör att det med fördel går att använda marken som energikälla när temperaturen i luften växlar kraftigt över året. Att använda geoenergi från berggrunden är en beprövad och miljövänlig uppvärmningsteknik för alla typer av byggnader. 
De flesta geoenergianläggningar använder sig av en värmepump. Den kan hämta sin energi från olika typer av markbundna system, som beskrivs här nedan. Principen är att skapa värmeväxling mellan värmepumpens interna vätska och marken.
Energin som sedan värmepumpen genererar kan överföras till ett konventionellt vattenburet uppvärmningssystem och även användas för varmvattenproduktion eller för att kyla en fastighet.
Utvecklingen inom geoenergin har de senaste åren varit mycket stark, från cirka 1 000 årligen borrade energibrunnar 1980 till cirka 30 000 brunnar per år 2009 och från knappt 100 till 280 borrföretag i branschen. Omsättningen i geoenergibranschen dubblerades 2002–2009, från 15 till drygt 30 miljarder kronor. Antalet anställda ökade under samma period från 10 000 till 18 000 personer. 
Idag finns det ungefär en halv miljon geoenergianläggningar i Sverige. Exakt hur många anläggningar som finns är osäkert, men varje år ökar antalet anläggningar med ungefär 20 000 borrningar. Geoenergi ersätter över en miljon kubikmeter eldningsolja, vilket motsvarar minskade koldioxidutsläpp med 2,3 miljoner ton.

## System för geoenergi

### Bergvärme
Geoenergi till den enskilda villan känner vi bäst till som bergvärme. Normalt utnyttjas enbart möjligheten till ett värmeuttag, men det går utmärkt att utnyttja systemet för att kyla fastigheten också. För bergvärme till en enskild villa krävs oftast endast ett enda borrhål i vilket man monterar en kollektorslang fylld med en blandning av vatten och frysskyddsvätska. Temperaturskillnaden mellan vätskan i kollektorn och berget gör att en värmeväxling sker.
Bergvärmen ger en energifaktor på mellan tre och fyra, det vill säga en del elektricitet för att driva anläggningen ger tre till fyra delar energi tillbaka. Energibesparingen är normalt 55–65 procent.
Bergvärmens miljöegenskaper beror på vilken energikälla som ersätts samt på vilket sätt elen som används är producerad. Eventuell miljöpåverkan från anläggningens konstruktion och drift bör också tas hänsyn till.

### Borrhålslager
Större fastigheter eller industrier som både behöver värme och kyla använder bergvärmebrunnar, men i betydligt större skala. I ett borrhålslager kopplas flera tätt liggande borrhål ihop så att en bergvolym innesluts av borrhål. Borrhålen är försedda med kollektorslangar på ett liknande sätt som bergvärmen.
Under vintertid när man tar ut värme ur berget, kyls bergmassan ner några grader. När sedan kylsäsongen börjar i maj hämtas den nu lagrade kylan hem igen som ”frikyla” varvid berget gradvis återuppvärms och blir en förstärkt värmekälla nästkommande vinter. På så sätt återanvänds energin flera gånger.
Geoenergi med borrhålslager är starkt växande i antal. Beroende på hur stort energibehovet är för fastigheten eller anläggningen som ska värmas och kylas projekteras antalet borrhål. Det finns anläggningar med flera hundra borrhål. Eftersom borrhålen ligger så tätt på en liten yta, går de ofta att anlägga på ytor som blir parkeringsplatser eller garage efteråt. Energibesparingen är normalt 75–85 procent och energifaktorn mellan fyra och sex, det vill säga ur en enhet energi får man fyra till sex gånger så mycket tillbaka.

### Akviferlager
Med akviferlager menas att kyla och värme säsongslagras i ett naturligt grundvattenmagasin, en så kallad akvifer. Grundvatten finns överallt i marken i de naturligt förekommande hålrummen (sprickor eller porer) i berg och jord och under kapillärzonen.
För att kunna använda energin som är lagrad i marken utnyttjas grundvatten som värmeväxlande medium och som transportör av energin. Via vanliga borrade brunnar pumpas grundvatten från akviferen till en energianläggning där energin, i form av värme eller kyla beroende på användning, förs över till användaren via värmeväxlare. Om till exempel kyla ska användas, kan temperaturen på grundvattnet efter värmeväxlaren hålla en temperatur långt över den naturliga, upp till 20 °C. Det vattnet injekteras ner i akviferen på ett annat ställe än där det togs upp. Energin i det varma grundvattnet överförs därmed till berggrunden/jordlagren och kan på så sätt lagras. När värmebehov sedan föreligger, vänder man på systemet och pumpar upp grundvatten från den nu betydligt varmare akviferen. På så sätt får man en kall- och en varm sida av akviferlagret.
Tekniken är mycket effektiv men är begränsad till platser med lämpliga akviferer, vilket grovt skattat är 10–15 procent av landets yta eller 25–30 procent sett till befolkning. Trots detta finns det i nuläget ett hundratal större akviferlager i drift i Sverige, oftast storskaliga. Anledningen till att ett akviferlager är så effektivt är den stora mängd energi som grundvattnet kan transportera, den effektiva energiväxlingen i marken samt uppdelningen på en varm och en kall sida.
Det finns flera olika system att nyttja akvifererna. Oftast handlar det om kombinerad produktion av värme och kyla. För värmeproduktionen används värmepump. Dessa system har oftast en energifaktor mellan sex och sju, det vill säga ur en enhet energi får man sex till sju gånger så mycket tillbaka. Vid produktion av kyla är den oftast är helt och hållet direktväxlad – så kallad frikyla. Energifaktorn för dessa, oftast storskaliga projekt, hamnar normalt på 30–40.
Akviferlager är som mest effektiva i stora applikationer som fjärrvärme och fjärrkyla, samt offentliga lokaler som sjukhus, flygplatser och liknande.